# Plumularia propinqua
Plumularia propinqua är en nässeldjursart som beskrevs av John Fraser 1937. Plumularia propinqua ingår i släktet Plumularia och familjen Plumulariidae. Inga underarter finns listade i Catalogue of Life.